# Chelčice
Chelčice är en ort i Tjeckien.   Den ligger i regionen Södra Böhmen, i den centrala delen av landet, 110 km söder om huvudstaden Prag. Chelčice ligger 457 meter över havet och antalet invånare är 360.
Terrängen runt Chelčice är huvudsakligen platt, men åt nordväst är den kuperad. Runt Chelčice är det ganska glesbefolkat, med 24 invånare per kvadratkilometer. Närmaste större samhälle är Vodňany, 2,9 km norr om Chelčice. Trakten runt Chelčice består till största delen av jordbruksmark.